# Raststätte Pack

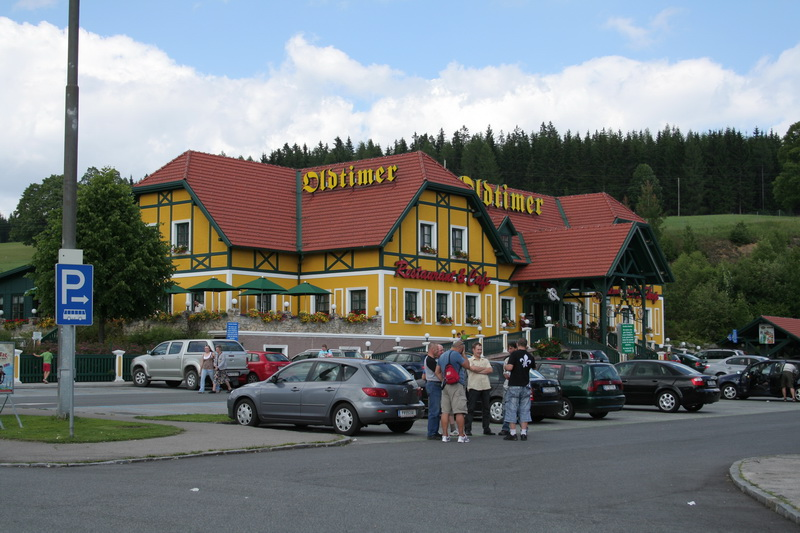
Raststätte Pack

Die Raststätte Pack ist eine Autobahnraststätte in Kärnten, Österreich auf der Süd Autobahn A 2. Die Raststation ist von beiden Fahrtrichtungen aus erreichbar und liegt zwischen den Anschlussstellen Packsattel und Bad St. Leonhard auf einer Höhe von 1040 m ü. A.
Die Tankstelle der Raststätte Pack wird von Agip betrieben, das Restaurant und Motorhotel von der Oldtimer Restaurant Betriebsgesellschaft, die die Raststation 1996 errichtet hat.
Im Jahr 2002 gewann die Raststätte Pack den Preis das goldene R in der Kategorie Bedienrestaurant. Bei diesem Preis wurden in Österreich 47 von 82 Raststätten von den Besuchern selbst bewertet. 
Für die Fahrer von Lastkraftwagen ist die Lage der Raststätte im gebirgigen Gebiet des Lavanttales ein Nachteil, weil es nur wenige Parkplätze für LKW gibt. An manchen Nächten sind deshalb alle freien Plätze mit LKW zugeparkt.
Im Jahr 2005 erhielt die Raststätte eine Zufahrt von der vorbeiführenden Gemeindestraße für Ladetätigkeiten und für die Angestellten. Diese Zufahrt war bis zu ihrer Errichtung ein viel diskutiertes Thema im Gemeinderat in Preitenegg. Einige Anrainer wollten eine schnellere Verbindung zur Autobahn. Die Zufahrt von der Gemeindestraße zur Raststätte für andere Personen als Zulieferer und Angestellte wurde nicht erlaubt.